# Tényő
Tényő è un comune di 1 473 abitanti situato nella contea di Győr-Moson-Sopron, nell'Ungheria nordoccidentale.